# Академический профессор
Академи́ческий профе́ссор — общее наименование ряда учёных званий, присваиваемых научно-педагогическим работникам некоторыми из действующих академий наук, и/или наименование статуса учёного в соответствующей академии. Авторитет и привилегии академических профессоров (как и лиц с более высокими статусами членкора, академика) определяются репутацией избравшей их академии.
В постсоветской России звание академического профессора учреждено в середине 2010-х годов
- в двух государственных общенациональных академиях — Российской академии наук (РАН) и Российской академии образования (РАО);
- в одной государственной региональной академии — Академии наук Республики Башкортостан (АН РБ);
- в нескольких негосударственных общественных академиях (например, РАЕН, РАЕ, АВН).

Требования к уровню претендентов в государственных академиях примерно одинаковы: степень доктора наук, наличие признанных научных достижений, возраст до 50 (РАН, РАО) или до 45 (АН РБ) лет; избранные профессора рассматриваются как усиление академий для решения широкого круга проблем научно-образовательной сферы страны. В негосударственных академиях масштаб задач и требования ниже.
«Профессора академий», или «академические профессора», есть также в Казахстане (где этим же словосочетанием обозначается ещё и одна из вузовских должностей), КНР и Финляндии. В Российской империи существовало понятие «профессор Петербургской академии наук».

## В России

### Термин «академический профессор»
«Академическими профессорами» в Российской Федерации являются лица, получившие профессорское звание в академиях наук. При указании звания должна добавляться аббревиатура присвоившей его академии: «Профессор АН РБ», «Профессор РАЕ» и т.д., во избежание необъективности информации об обладателе.
Данный термин трактуют и как собственно звание, и как наименование статуса (низшего в линии «академический профессор — член-корреспондент — действительный член») в конкретной академии. Если впоследствии учёный будет избран её членкором, он утратит статус профессора академии, однако профессорское звание, в зависимости от принятых правил, может остаться пожизненно. Так, встречается двойной титул «профессор РАН, член-корреспондент РАН», хотя по последним (2025) нормативным документам словосочетание «профессор РАН» после избрания в РАН должно опускаться.
В РАН, РАО и АН РБ лица со статусом профессора не считаются «членами» академии, в то время как в некоторых общественных академиях (скажем, РАЕ, АВН) профессорство — это один из типов членства.
Термин «академический профессор» не относится к профессорам гражданских, военных или религиозных учебных заведений, в названиях которых содержится слово «академия», и к учёным из учреждений системы академий наук без звания или с полученным не через академию званием.

### Профессора государственных академий наук
Звания государственных академий — «Профессор РАН», «Профессор РАО», «Профессор АН РБ» — присваиваются учёным в конкурсном порядке (в порядке избрания) за крупные научные заслуги. Дополнительным требованием является возраст не старше 50 (ранее в АН РБ: 45) лет на момент утверждения в звании. Реально, чтобы пройти по конкурсу на звание академического профессора государственной академии (в РАН в 2018 году он превышал 7 человек на вакансию), нужно иметь более высокие показатели научной работы, чем у среднего университетского профессора.
По состоянию на июнь 2025 года, число носителей звания профессора РАН составляло 713 (без учёта избранных в состав Академии — 494). Профессоров РАО насчитывалось 75, а профессоров АН РБ на июнь 2023 — 18.
Одной из целей формирования корпуса академических профессоров декларировалось создание кадрового резерва для академий из числа относительно молодых учёных на квалификационном уровне, превосходящем уровень доктора наук. Сначала звание ввели в РАН, а затем идея была перенята и другими академиями. Предполагается участие профессоров в экспертной деятельности, выработке предложений по законодательству в сфере науки, реформировании академий, пропаганде научных знаний и в оргработе.
В отличие от учёных со статусом члена-корреспондента или академика, профессора государственных академий наук не получают регулярных выплат от избравшей их академии.

### Профессора общественных академий
Звания профессора (членкора, академика) негосударственных академий, как и государственных, присваиваются с учётом научных заслуг, однако квалификационные требования к претендентам существенно ниже, а избрание происходит намного проще — иногда оно превращается в «оформление профессором».
Например, чтобы стать профессором РАЕ, достаточно учёной степени кандидата наук, а в ряде случаев степени не требуется вообще. Предусмотрен вступительный взнос. На июнь 2023 года, звание профессора общественной академии РАЕ имел 5251 специалист (в виде исключения приняты и несколько иностранных граждан).

### Сравнение с «обычными» профессорами
Традиционно, со времён СССР (точнее, с 1934 г.), учёное звание профессора в России присваивается инстанцией, отвечающей за государственную аттестацию научно-педагогических кадров, — Высшей аттестационной комиссией (ВАК) СССР или РФ (в отдельные периоды — Минобрнауки РФ, Рособрнадзором). Конкурсной процедуры при этом нет: присвоение гарантируется при выполнении формальных требований. Ныне в вузах и НИИ в России работают порядка 30 тыс. сотрудников с «обычным» званием профессора; наличие этого звания автоматически повышает оклад («профессорская надбавка»).
Прямое сопоставление учёных званий ВАК и РАН (РАО, АН РБ) невозможно: эти звания присваиваются по разным правилам и, вообще говоря, с разными целями.
В отличие от «обычного» звания ВАК, учёное звание академического профессора официально позиционируется как «почётное» (РАН, РАО) или «научное» (АН РБ) — и не даёт обладателю прав на надбавку к должностному окладу. Тем более не даёт надбавки статус профессора общественной академии. Однако, звания государственных академий (в первую очередь РАН и РАО) могут учитываться и на практике часто учитываются работодателями при фиксации условий контракта работника.
Избрание академическим профессором не исключает, но и не предполагает наличия или получения впоследствии традиционного «ваковского» учёного звания профессора.

### Профессор академии в царской России
В России XVIII—XIX вв. существовало понятие «профессор Петербургской академии наук». Слово «профессор» при этом являлось заменителем слова «академик» и использовалось, когда было желательно подчеркнуть педагогическую деятельность учёного. Звание профессора (академика) Петербургской академии получил, например, М. В. Ломоносов. «Академический профессор» в данном контексте — член академии, преподающий в подведомственном ей учебном заведении (тогда таковым был Академический университет). Этот статус соответствует современному академику, а не профессору, РАН.

## За пределами России

### Общая характеристика ситуации
В большинстве государств мира академии наук представляют собой, по сути, клубы выдающихся учёных и их роль несколько иная, чем в СССР и России, а «учёное звание» есть наименование занимаемой должности, без какого-то специального присвоения. Поэтому точные эквиваленты современных российских академических профессоров в других странах отсутствуют, хотя аналоги или созвучные понятия встречаются.

### Профессора в Казахстане, КНР, Финляндии
В ряде общественных академий наук бывшей Казахской ССР присваивается такое же звание профессора академии, как в России, — в частности, оно введено в Региональной академии менеджмента («Профессор РАМ», Казахстан; порядка 100 носителей). Одна из профессорских должностей в этой стране именуется «академический профессор» и соответствует именно должности, не званию, профессора российского вуза, но иногда трактуется как присвоенное вузом звание.
В КНР имеется Университет Академии наук (кит. 中国科学院大学) с кампусами в Пекине и ещё нескольких городах. Это одно из сильнейших учебных заведений Китая, среди его преподавателей члены Китайской академии наук; естественно, что в таком вузе профессоров неофициально называют «академическими» (имеется аналогия с профессорами Петербургской академии, см. выше). Кроме того, Китайская академия присваивает ежегодно почётные учёные звания «Эйнштейновский профессор Китайской академии наук» иностранным специалистам; среди получивших такую награду — московский астрофизик Р. А. Сюняев.
Понятие «академический профессор» существует в Финляндии. Таким термином (фин. Akatemiaprofessori) там обозначаются заслуженные учёные, назначаемые Академией Финляндии сроком на 5 лет с целью руководства определённым блоком исследований (всего 25 человек в данном статусе, на февраль 2020 г.). Квалификация этих специалистов сопоставима с квалификацией профессоров или даже членов государственных академий России.

## Почётные профессора академий – не учёные
Аналогично некоторым другим научным обществам и университетам, академии наук могут присваивать звания «почётных профессоров академий» лицам не из научного мира: политикам, деятелям искусства, иностранным чиновникам, — в знак уважения к их общественным заслугам. Например, в РАН существует звание «Почётный профессор РАН» (не синоним «профессора РАН»), носителями которого стали, в частности, мэр Москвы Ю. М. Лужков, Патриарх Алексий II, директор ЮНЕСКО И. Бокова. Такие профессора не считаются академическими, и при присвоении титула не предполагается, что они начнут вести какую-либо исследовательскую работу. В этом контексте словосочетание почётный профессор образует единый термин — в отличие от случая почётного учёного звания «Профессор РАН», когда прилагательное почётный означает отсутствие оплаты.